# Berghoelman
De berghoelman (Semnopithecus schistaceus)  is een zoogdier uit de familie van de apen van de Oude Wereld (Cercopithecidae). De wetenschappelijke naam van de soort werd voor het eerst geldig gepubliceerd door Hodgson in 1840.

## Voorkomen
De soort komt voor in de Himalaya, in India, Bhutan, Nepal, Pakistan en China. Het is onzeker of het leefgebied zich ook uitstrekt tot in Afghanistan.